# Morti nel 1127
| Questa pagina contiene informazioni ricavate automaticamente dalle voci biografiche con l'ausilio del template Bio e di un bot. L'aggiornamento è periodico e automatico e ricostruisce completamente la pagina. Se manca una persona in questa lista, sei pregato di non aggiungerla, ma accertati piuttosto che la sua voce biografica contenga il template Bio e che i dati anagrafici siano correttamente compilati. Se il template Bio manca, inseriscilo tu stesso o, in alternativa, metti l'avviso {{tmp\|Bio}} che ne segnala la mancanza. Se i dati riportati sono sbagliati, correggi direttamente la voce biografica; le modifiche saranno visibili in questa lista entro pochi giorni. Per chiarimenti vedi il progetto biografie. La lista contiene solo le 13 persone che sono citate nell'enciclopedia e per le quali è stato implementato correttamente il template Bio. Pagina aggiornata al 19 ott 2024. |

- 13 gennaio - Goffredo di Cappenberg, nobile, monaco cristiano e santo tedesco
- 7 febbraio - Ava, poetessa austriaca
- 10 febbraio - Guglielmo IX d'Aquitania, trovatore, duca e conte//--> francese (n. 1071)
- 2 marzo - Carlo I di Fiandra, nobile danese
- 22 marzo - Enrico degli Obodriti, condottiero obodrita (n. 1049)
- 23 marzo - Ottone Frangipane, religioso italiano (n. 1040)
- 5 aprile - Alberto da Montecorvino, vescovo cattolico italiano
- 30 aprile - Gualfardo di Verona, monaco cristiano tedesco
- 28 luglio - Guglielmo II di Puglia, nobile (n. 1095)
- 1º settembre - Álmos d'Ungheria, nobile ungherese
- 25 novembre - Minamoto no Yoshimitsu, militare giapponese (n. 1045)
- 19 dicembre - Giordano II di Capua, principe normanno
- Muhammad I di Corasmia